# Hall of Fame Open 2023
Hall of Fame Open 2023 — тенісний турнір, що проходив на трав'яних кортах у місті Ньюпорт, США з 17 до 23 липня. Належав до категорії ATP 250.

## Фінальна частина

### Одиночний розряд
Адріан Маннаріно —  Алекс Мікелсен 6–2, 6–4

### Парний розряд
Натаніел Ламмонс /  Джексон Вітроу —  Вільям Блумберґ /  Макс Перселл 6–3, 5–7, [10–5]